# Gaston Nouël de Buzonnière
Gaston Nouël de Buzonnière, de son nom complet Louis Michel Gaston Nouël de Buzonnière, né le 17 juin 1834 à Orléans, est un sculpteur français du XIXe siècle.

## Biographie
Fils d'un écuyer, Gaston Nouël de Buzonnière naît le 17 juin 1834 à Orléans. Il est élève de Charles Gleyre et de Pierre Loison. Il expose au Salon, de 1866 à 1889,, divers groupes et figures d'animaux. Il demeure dans sa ville natale. 